# Albert Crews
Albert Hanlin Crews (ur. 23 marca 1929 w El Dorado, stan Arkansas, zm. 7 czerwca 2025) – emerytowany pułkownik United States Air Force, astronauta.

## Edukacja
Ukończył University of Louisiana at Lafayette w 1950 r. z tytułem licencjata inżynierii chemicznej. Tytuł magistra nauk ścisłych w inżynierii lotniczej Air Force Institute of Technology uzyskał w 1959 r.

## Kariera wojskowa i astronautyczna

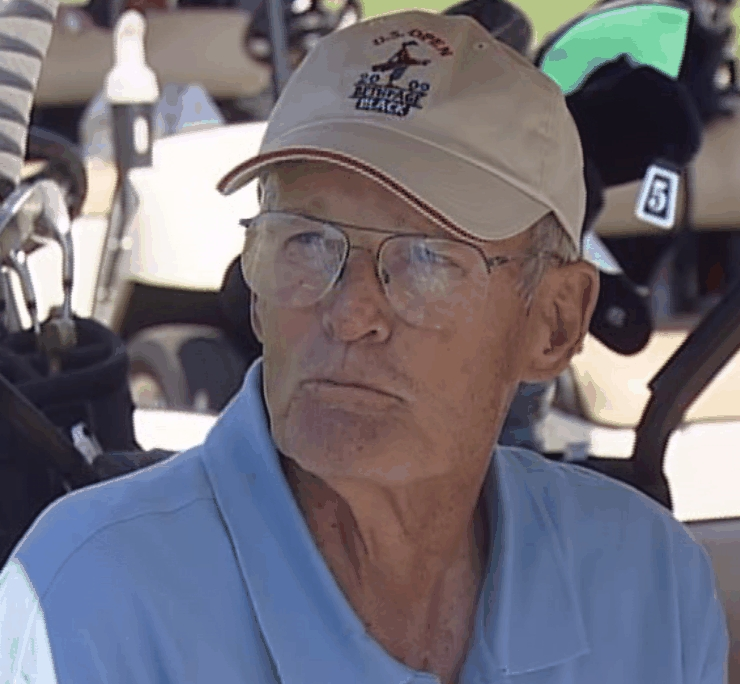
Albert Crews w 2008

20 kwietnia 1962 r. został wybrany do drugiej grupy astronautów Dyna-Soar. Program ten został jednak anulowany rok później. 12 listopada 1965 r. został zakwalifikowany do grupy astronautów MOL 1 programu Manned Orbiting Laboratory. Ten program również został anulowany, a Crews przeniósł się do NASA, gdzie pracował w Centrum Lotów Kosmicznych L.B. Johnsona. Pracował tam nad projektami, takimi jak: Aero Spacelines Super Guppy, B-57 Canberra czy symulator SAIL. Na emeryturę przeszedł w 1994 r.